# 67th Cyberspace Wing

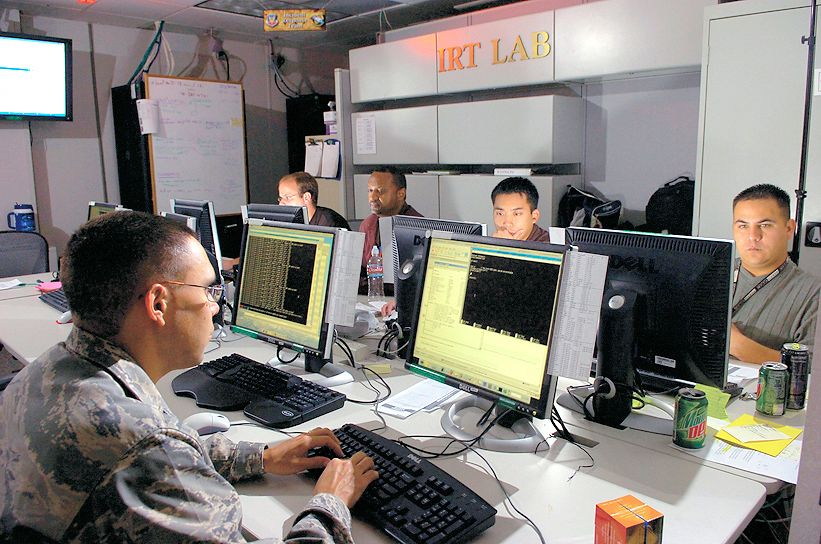
Personale del 33rd NWS

Il 67th Cyberspace Wing è uno stormo di operazioni nel cyberspazio dell'Air Combat Command, inquadrato nella Sixteenth Air Force. Il suo quartier generale è situato presso la Joint Base San Antonio-Lackland, in Texas.

## Missione
Allo stormo è associato il 960th Cyber Operations Group, Air Force Reserve Command, il quale fornisce personale per le sue attività informatiche.

## Sistemi utilizzati
Lo stormo utilizza i seguenti sistemi:
- Air Force Cyberspace Defense (ACD), il sistema è designato per prevenire, rilevare, rispondere ed acquisire prove digitali di intrusioni nelle reti informatiche classificate e non classificate.
- Cyberspace Defense Analysis (CDA), il sistema fornisce difesa e protezione ai dati dell'U.S.A.F., monitorando le sue reti telefoniche, le frequenze radio, la posta elettronica ed internet.
- Air Force Intranet Control (AFINC), il sistema è la frontiera di massimo livello della rete informatica dell'U.S.A.F. e controlla il flusso di tutto il traffico in entrata ed uscita attraverso 16 gateway centralizzati.
- Cyber Security and Control System (CSCS), il sistema provvede alle operazioni sulla rete informatica del Dipartimento della Difesa, la manutenzione e l'abilitazione ai servizi d'impresa all'interno della rete classificata e non classificata dell'U.S.A.F.

## Organizzazione
Attualmente, al maggio 2017, esso controlla:
- 26th Cyberspace Operations Group
  - 26th Operations Support Squadron
  - 26th Network Operations Squadron, Gunter Annex, Montgomery, Alabama, utilizza l'AFINC
  -  33rd Network Warfare Squadron, utilizza l'ACD
  -  68th Network Warfare Squadron, utilizza il CDA
- 67th Cyberspace Operations Group, è l'unico reparto dell'U.S.A.F. autorizzato a condurre attacchi informatici sulla rete mondiale
  -  91st Cyberspace Operations Squadron
  -  315th Cyberspace Operations Squadron, Fort George G. Meade, Maryland
  - 352nd Cyberspace Operations Squadron, Joint Base Pearl Harbor-Hickam, Hawaii
  -  390th Cyberspace Operations Squadron
- 690th Cyberspace Operations Group
  - 83rd Network Operations Squadron, Joint Base Langley-Eustis, Virginia, utilizza il CSCS
  - 561st Network Operations Squadron, Peterson Air Force Base, Colorado, utilizza il CSCS
  - 690th Network Support Squadron
  - 690th Cyberspace Operations Squadron, Joint Base Pearl Harbor-Hickam, Hawaii, utilizza il CSCS
  - 691st Cyberspace Operations Squadron, Ramstein Air Base, Germania, utilizza il CSCS